# Критій
Критій (грец. Κριτίας, ? — 403 до н. е., Афіни) — найзначніший серед, так званих, Тридцяти тиранів в Афінах; давньогрецький філософ, досократик, софіст.

## Біографія
Походив зі знатного роду Кодридів (від гілки, що походила від Дропида, брата реформатора Солона), родич Платона. Син Каллесхра, сина Крітія (III). 
Навчався у софістів: у Горгія і Протагора, був близьким і до кола учнів Сократа. 415 до н. е. був причетним до процесу Алківіада. Критій значно просунувся в політиці 411 до н. е., під час правління чотирьохсот. П'ять років по тому він, як вигнанець, жив у Фессалії, де підбурював народ проти заможних.
404 до н. е. він знову з'явився в Афінах, як член призначеного спартанцями, через Лісандра, правління тридцяти. Він досяг великого впливу серед товаришів, усунув вождя поміркованих Терамена і втягнув співправителів до низки довільних і жорстоких діянь. У боротьбі із демократичними вигнанцями, що повернулись під проводом Тразибула, Критій був убитий на початку 403 до н. е.
Як політичний письменник, філософ, оратор і поет-елегік Критій не раз згадується сучасниками, але твори його до нас не дійшли. Відомо лише про їхні назви — трактат «Про державу» (наголошувалося на незалежності особистості, вільної від закону), сатирична драма «Сізіф» (головна ідея — богів вигадали люди, щоб тримати у покорі простий люд). Платон вивів його головною дійовою особою в своїх діалогах «Тімей» і «Критий».